# In Times
In Times trinaesti je studijski album norveškog black metal-sastava Enslaved. Album je 6. ožujka 2015. godine objavila diskografska kuća Nuclear Blast.

## O albumu
In Times označava daljnji Enslavedov odmak od black metala te približavanje progresivnijem zvuku, sljedeći stil koji se pojavio na nekoliko njihovih prethodnih studijskih albuma. Neki recenzenti smatraju klavijaturista i pjevača Herbranda Larsena odgovornim za ovu promjenu te je časopis Exclaim! komentirao kako "bi tajna zvijezda albuma mogao biti klavijaturist Herbrand Larsen, čija se uloga u sastavu značajno proširila tijekom prošlih nekoliko albuma te jasno dolazi do izražaja na In Timesu". Loudwire se složio, u svojoj recenziji pišući da "sa svakim prolaznim albumom klavijaturist Herbrand Larsen postaje sve više sastavnim članom grupe, koristeći svoje umirujuće čiste vokale kao suprotnost i kompliment Grutleovom beskompromisnom hrapavom glasu". Ivar Bjørnson, član sastava, izjavio je u intervjuu za Blabbermouth da je In Times "najdosljednije glazbeno djelo koje imamo do sada; ono spaja našu "mračniju" prošlost s našim utjecajima iz žanra progresivnog rocka, naš trenutni osjećaj potpune slobode i radost bivanja u ovom sastavu".
Prema Bjørnsonovim riječima, naziv albuma "odražava postojanje višestrukih stvarnosti na raznim ‘mjestima’ i u raznim vremenima; i fizički i metaforički. Svaki djelić misli ili odraza uključuje raznolikost vremena, podsvjesno – prošlost, sadašnjost, budućnost, mitološka vremena, duboko vrijeme, psihološke vremenske crte i tako dalje. Stoga je ovaj album promišljanje o konceptu bivanja svjesnim i aktivnog rada s vremenima kako bi se postigle nove situacije prema volji. Naziv me podsjeća na život, smrt, rune, ezoterične tradicije/magiju, mitologiju, bogove, kvantnu fiziku... sve i ništa i sve". U drugom je intervjuu izjavio kako je album "o “vremenima” i postojanju poprijeko i unutar nekoliko vremena, na isti način na koji je prisutan u mitološkoj ili mističkoj perspektivi vremena, stvaranja i nadolazećeg, kraja svijeta. Dovoljno je bilo zanimljivo to što imamo [razne] filozofije i znanost, a ne kao u mitologiji, (u ovom) je sve sigurno. Kršćanstvo (i ostale religije) su prve prikazale koncept kraja svijeta bez naknadnih početaka. Stoga je to jedna od perspektiva."

## Snimanje i produkcija
Album je snimljen u Bergenu, Norveškoj te ga je u Švedskoj miksao Jens Borgen u svojem studiju Fascination Street Studios. Prva pjesma napisana za album bila je "Thurisaz Dreaming" koju je sastav napisao nakon svoje australske turneje te je, prema Bjørnsonu, odredila kako će zvučati ostatak albuma. Članak u Terrorizeru objašnjava kako su "neke čudnije teksture i zvukovi albuma izvedeni duboko u šumama sela Valevåg, južno od Bergena, u pokretnom studiju", dodajući da se "definitivno može čuti zemaljski, organski dodir koji je zbog toga prevladao na albumu". Kjellson je komentirao kako je sastav želio postići "više organski" zvuk tijekom snimanja albuma te da su "shvatili da žele malo veći koncertni pristup." Usto je komentirao: "Željeli smo snimiti bubnjeve, bas-gitare i ritam gitare uživo u studiju. Mislim da smo tad bili na tragu nečemu pa smo odlučili iskoristiti taj pristup i ovog puta te smo ovog puta [...] puno više uvježbavali sviranje pjesama prije samog snimanja, pa je ovog puta sve prošlo bez greške. Nas trojica, koji smo snimali glavne teme, bas-gitaru i bubnjeve, bili smo oprezni i dobro smo se zabavljali".
Tekst u knjižici albuma sadrži napomenu koja glasi "All Hello Kitty-ride playing dedicated to Fenriz" ("Svo je Hello Kitty ride sviranje [činela] posvećeno Fenrizu"). Ova se izjava referira na Fenrizov komentar o uzorku sviranja ride činela kojeg Enslaved često koristi.
In Times je bio objavljen u različitim formatima; u obliku glazbenih datoteka, digipak CD-a te limitiranoj inačici obojanih vinilnih ploča.

## Popis pjesama
Tekstovi: Ivar Bjørnson i Grutle Kjellson, glazba: Ivar Bjørnson.
| 1.    | »Thurisaz Dreaming«          | 8:13  |
| 2.    | »Building with Fire«         | 8:49  |
| 3.    | »One Thousand Years of Rain« | 8:13  |
| 4.    | »Nauthir Bleeding«           | 8:10  |
| 5.    | »In Times«                   | 10:44 |
| 6.    | »Daylight«                   | 8:56  |
| 53:05 |                              |       |

## Recenzije
In Times je zadobio uglavnom pozitivne kritike. Njemačka inačica časopisa Metal Hammer odabrala je In Times za album mjeseca ožujka 2015. Pišući za stranicu Pitchfork, Andy O'Connor u svojoj recenziji izjavljuje kako na albumu "nema vrlo velike razlike između pjesama te se većina njih čini dužima nego što to jesu" te komentira da je album "glazbeno kompetentan ali se previše boji zaći u emocionalne, glazbene i druge dubine prema kojima bi se black metal trebao nastojati približiti". Glazbeni kritičar sa stranice Loudwire, Joe DiVita, izjavio je da je "vječno dosljedan Enslaved proizveo još jedan album kako bi zacementirao svoj već legendaran status u stilu koji nastavlja nazivati vlastitim". U recenziji za AllMusic, Thoma Jureka je opisao album kao "beskonačnost zvučnog pristupa kojeg [je sastav] počeo istraživati na Monumensionu iz 2001. godine, miješajući black metal s progresivnim elementima, zvučnom ambijentalnošću te čak i psihodeličnim istraživanjima" te zaključuje recenziju nazivajući album "životnom, okrepljujućom glazbom". U svojoj recenziji za Exclaim!, Natalie Zina Walschots je izjavila kako je "Enslaved In Timesom pogodio pravu točku, eksperimentirajući sasvim dovoljno da sve ostane zanimljivo a u isto vrijeme nudeći čisto agresivno zadovoljstvo koje je toliko dekadentno da se gotovo čini popustljivim".

## Zasluge
| Enslaved - Grutle Kjellson – vokali, bas-gitara, kontrabas, bas pedale, zvukovni efekti, produkcija - Ivar Bjørnson – gitara, prateći vokali, sintesajzer, klavir, zvukovni efekti, produkcija, inženjer zvuka - Cato Bekkevold – bubnjevi - Herbrand Larsen – vokali, orgulje, klavijature, produkcija, inženjer zvuka - Ice Dale – gitara, prateći vokali, inženjer zvuka Dodatni glazbenici - Iver Sandøy – dodatni zvukovni efekti, prateći vokali, produkcija, inženjer zvuka - Einar Kvitrafn Selvik – dodatni vokali na pjesmi "One Thousand Years of Rain" | Ostalo osoblje - Jens Bogren – miksanje - Truls Espedal – naslovnica - Tim Tronckoe – fotografija - Tony Lindgren – mastering - Tonje E. Peersen – izvršna produkcija |